# Łebki Wielkie
Łebki Wielkie es un pueblo de Polonia, en Mazovia.  Se encuentra en el distrito (Gmina) de Ojrzeń, perteneciente al condado (Powiat) de Ciechanów. Se encuentra aproximadamente a 6 km al noreste de Ojrzeń, 8 km al sur de Ciechanów, y a 70 km  al norte de Varsovia. 
Entre 1975 y 1998 perteneció al voivodato de Ciechanów.